# Буневцы
Бу́невцы (серб. Буњевци, хорв. Bunjevci, венг. Bunyevácok) — южнославянская субэтническая группа, населяющая северную часть исторической области Бачка (Суботица, Сомбор, Чентавир, Баймок, Чонопля и другие населённые пункты), а также отчасти некоторые районы исторических областей Баранья и Банат. Эти территории находятся в автономном крае Воеводина в составе Сербии и на юге Венгрии. Другая часть буневцев проживает в области вокруг горы Велебит, то есть регионы Далмации, Лики, Хорватского Приморья и Горски-Котара. Эти территории входят в состав Хорватии.

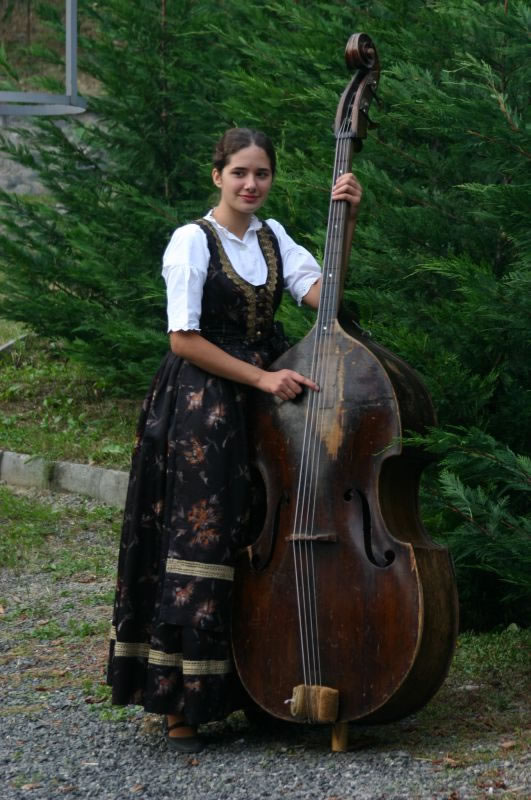
Представительница группы буньевцев из Венгрии в народном костюме

## Определение этноса
Одна часть буневцев считает себя самостоятельным народом, другая часть — хорватами. В Сербии буневцы рассматриваются как национальное меньшинство, сформировавшееся на основе группы сербов католического вероисповедания. Предположительно, предки буневцев переселились в Воеводину из Далмации.

## Культура
Преобладающая религия буневцев — католичество, культурный и политический центр расположен в Суботице (по переписи населения Сербии 2022 года — 6,5 % от общего числа жителей), всего в Сербии по переписи 2022 года буневцев насчитывалось 11 104 человека.
В бытовом общении буневцы сохраняют буневские говоры сербохорватского языка. В настоящее время на основе этих говоров формируется литературный язык. Преподавание буневского вводится в некоторых начальных школах. В «Буневском журнале» (Bunjevačke Novine) часть текстов печатается на вновь формирующейся языковой норме. Буневцами созданы общества «Национальный Совет буневского национального меньшинства» и «Буневская Матица».
В 1910 году буневцев и шокцев в австро-венгерской Бачке и комитате Баранья было около 90 тыс. жителей. Часто буневцев называли как «далматинцев», также рашаны (рацы, расцы) католики и иллирийцы католики.

### Музыка
Современный исполнитель песен буневцев — Звонко Богдан.

## Примечания

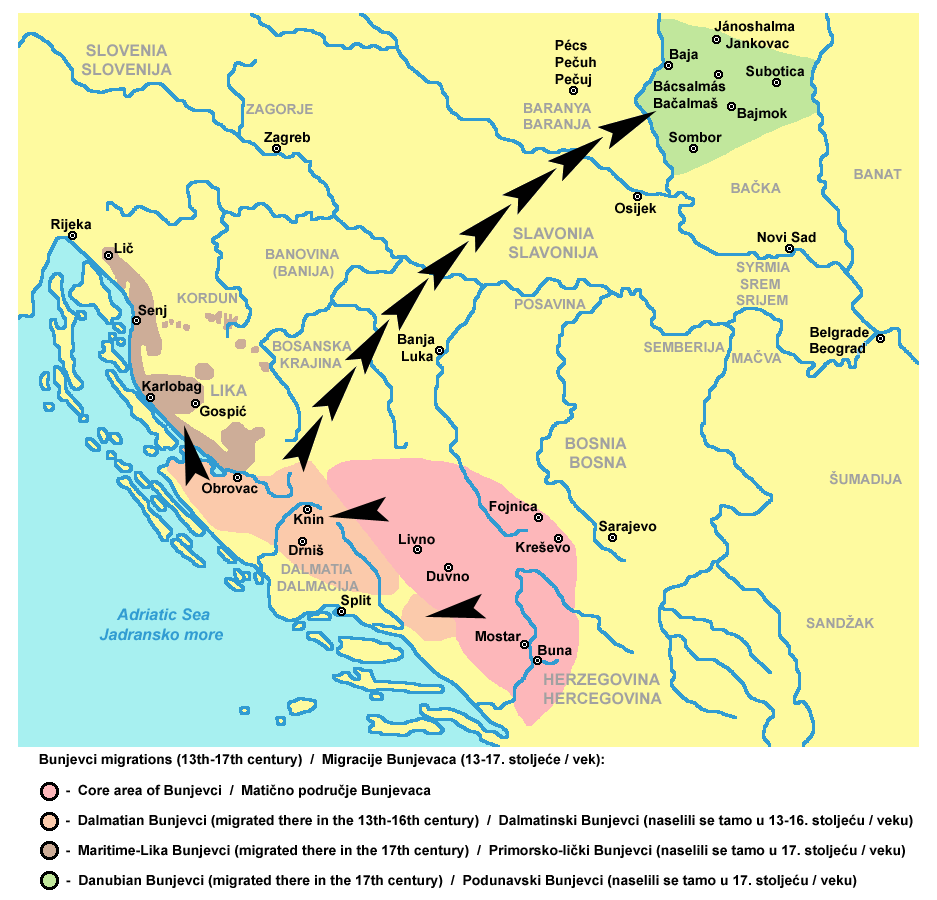
Переселение буневцев с Адриатики